# Pápoc
Pápoc é um município da Hungria, situado no condado de Vas. Tem 31,32 km² de área e sua população em 2015 foi estimada em 272 habitantes.